# خرگوشک کوتوله
خرگوشک کوتوله (نام علمی: Brachylagus idahoensis) نام یک گونه از تیره خرگوشان آمریکای شمالی است.
معمولاً خرگوش‌ها را به سه دسته اصلی نژادی طبقه‌بندی می‌کنند: که یکی از آن‌ها خرگوش دورف یا خرگوش‌کوتوله است.